# Urara Meiro-chō
Urara Meiro-chō (うらら迷路帖?) è un manga yonkoma di genere comico soprannaturale scritto e disegnato da Harikamo, serializzato sul Manga Time Kirara Miracle! di Hōbunsha dal 16 aprile 2014. Un adattamento anime, prodotto da J.C.Staff, è stato trasmesso in Giappone tra il 5 gennaio e il 23 marzo 2017.

## Personaggi
Chiya (千矢?)
Doppiata da: Sayaka Harada
Koume Yukimi (雪見 小梅?, Yukimi Koume)
Doppiata da: Yurika Kubo
Nono Natsume (棗 ノノ?, Natsume Nono)
Doppiata da: Haruka Yoshimura
Kon Tatsumi (巽 紺?, Tatsumi Kon)
Doppiata da: Kaede Hondo
Nina Natsume (棗 ニナ?, Natsume Nina)
Doppiata da: Ai Kayano

## Media

### Manga
Il manga, scritto e disegnato da Harikamo, ha iniziato la serializzazione sulla rivista Manga Time Kirara Miracle! di Hōbunsha il 16 aprile 2014. Il primo volume tankōbon è stato pubblicato il 27 gennaio 2015 e al 25 ottobre 2018 ne sono stati messi in vendita in tutto sei.

#### Volumi
| Nº | Data di prima pubblicazione | Data di prima pubblicazione | Data di prima pubblicazione |
| Nº | Giapponese                  | Giapponese                  |                             |
| -- | --------------------------- | --------------------------- | --------------------------- |
| 1  | 27 gennaio 2015             | ISBN 978-4-8322-4517-4      |                             |
| 2  | 27 novembre 2015            | ISBN 978-4-8322-4636-2      |                             |
| 3  | 27 maggio 2016              | ISBN 978-4-8322-4696-6      |                             |
| 4  | 27 gennaio 2017             | ISBN 978-4-8322-4796-3      |                             |
| 5  | 27 dicembre 2017            | ISBN 978-4-8322-4904-2      |                             |
| 6  | 25 ottobre 2018             | ISBN 978-4-8322-4987-5      |                             |
| 7  | 25 luglio 2019              | ISBN 978-4-8322-7109-8      |                             |

### Anime
Annunciato il 16 marzo 2016 sul Manga Time Kirara Miracle! di Hōbunsha, un adattamento anime, prodotto da J.C.Staff e diretto da Yōhei Suzuki, è andato in onda dal 5 gennaio al 23 marzo 2017. Le sigle di apertura e chiusura sono rispettivamente Yumeji labyrinth (夢路らびりんす?, Yumeji rabirinsu) di Sayaka Harada, Kaede Hondo, Yurika Kubo e Haruka Yoshimura e go to Romance>>>>> delle Luce Twinkle Wink. In America del Nord i diritti sono stati acquistati da Sentai Filmworks, mentre in altre parti del mondo gli episodi sono stati trasmessi in streaming in simulcast da Anime Network.

#### Episodi
| Nº | Titolo italiano (traduzione letterale) Giapponese 「Kanji」 - Rōmaji | In onda          | In onda |
| Nº | Titolo italiano (traduzione letterale) Giapponese 「Kanji」 - Rōmaji | Giapponese       |         |
| 1  | La ragazza, la chiromanzia e a volte la pancia 「少女と占い、時々おなか」 - Shōjo to uranai, tokidoki onaka                                                                 | 5 gennaio 2017   |         |
| 2  | Cose di cui si è in cerca, sogni e a volte dolcezza 「探し物と夢、時々甘味」 - Sagashimono to yume, tokidoki kanmi                                                          | 12 gennaio 2017  |         |
| 3  | Colleghe, amiche e a volte rivali 「仲間と友達、時々ライバル」 - Nakama to tomodachi, tokidoki raibaru                                                                      | 19 gennaio 2017  |         |
| 4  | Cose buone, cose cattive e a volte solletico 「良いことと悪いこと、時々くすぐったい」 - Yoi koto to warui koto, tokidoki kusuguttai                                         | 26 gennaio 2017  |         |
| 5  | Spose, divinità e a volte starnuti 「花嫁と神様、時々はっくしゅん」 - Hanayome to kamisama, tokidoki hakkushun                                                              | 2 febbraio 2017  |         |
| 6  | Amore, inseguimenti e a volte braaava, brava, brava 「恋と追跡、時々よーしよしよし」 - Koi to tsuiseki, tokidoki yōshi yoshi yoshi                                          | 9 febbraio 2017  |         |
| 7  | Invocazioni, streghe e a volte risolutezza 「祝詞と魔女、時々覚悟」 - Norito to majo, tokidoki kakugo                                                                       | 16 febbraio 2017 |         |
| 8  | Ciò che non va fatto, ciò che non si capisce e a volte nudità totale 「いけないこととわかんないこと、時々すっぽこぽん」 - Ikenai koto to wakannai koto, tokidoki suppokopon | 23 febbraio 2017 |         |
| 9  | Mamme, conoscenze e a volte il tuo bene 「母と心得、時々あなたのため」 - Haha to kokoroe, tokidoki anata no tame                                                            | 2 marzo 2017     |         |
| 10 | Quattro ragazze, esami di promozione e a volte prove 「四人と昇格試験、時々試練」 - Yo-nin to shōkaku shiken, tokidoki shiren                                               | 9 marzo 2017     |         |
| 11 | Chiya, Kurō e a volte lacrime 「千矢とくろう、時々涙」 - Chiya to Kurō, tokidoki namida                                                                                     | 16 marzo 2017    |         |
| 12 | Bagni, celebrazioni e a volte sorrisi 「お風呂とお祝い、時々笑顔」 - Ofuro to oiwai, tokidoki egao                                                                          | 23 marzo 2017    |         |